# Ausztrália az 1992. évi nyári olimpiai játékokon
Ausztrália a spanyolországi Barcelonában megrendezett 1992. évi nyári olimpiai játékok egyik részt vevő nemzete volt. Az országot az olimpián 25 sportágban 279 sportoló képviselte, akik összesen 27 érmet szereztek.

## Érmesek
| Érem  | Versenyző | Sportág      | Versenyszám                    |
| ----- | --- | ------------ | ------------------------------ |
| Arany | Peter Antonie Stephen Hawkins | Evezés       | Férfi kétpárevezős             |
| Arany | Andrew Cooper Nick Green Mike McKay James Tomkins | Evezés       | Férfi kormányos nélküli négyes |
| Arany | Clint Robinson | Kajak-kenu   | Férfi kajak egyes 1000 m       |
| Arany | Kathryn Watt | Kerékpározás | Női mezőnyverseny              |
| Arany | Matthew Ryan | Lovaglás     | Lovastusa, egyéni              |
| Arany | David Green Andrew Hoy Gillian Rolton Matthew Ryan | Lovaglás     | Lovastusa, csapat              |
| Arany | Kieren Perkins | Úszás        | Férfi 1500 m gyors             |
| Ezüst | Nemzeti válogatott John Bestall Warren Birmingham Lee Bodimeade Ashley Carey Gregory Corbitt Stephen Davies Damon Diletti Lachlan Dreher Lachlan Elmer Dean Evans Paul Lewis Graham Reid Jay Stacy David Wansbrough Ken Wark Michael York | Gyeplabda    | Férfi                          |
| Ezüst | Danielle Woodward | Kajak-kenu   | Női szlalom kajak egyes        |
| Ezüst | Gary Neiwand | Kerékpározás | Férfi egyéni sprint            |
| Ezüst | Brett Aitken Stephen McGlede Shaun O'Brien Stuart O’Grady | Kerékpározás | Férfi csapat üldözőverseny     |
| Ezüst | Shane Kelly | Kerékpározás | Férfi egyéni időfutam          |
| Ezüst | Kathryn Watt | Kerékpározás | Női egyéni üldözőverseny       |
| Ezüst | Kieren Perkins | Úszás        | Férfi 400 m gyors              |
| Ezüst | Glen Housman | Úszás        | Férfi 1500 m gyors             |
| Ezüst | Hayley Lewis | Úszás        | Női 800 m gyors                |
| Bronz | Tim Forsyth | Atlétika     | Férfi magasugrás               |
| Bronz | Daniela Costian | Atlétika     | Női diszkoszvetés              |
| Bronz | Ramon Andersson Kelvin Graham Ian Rowling Steve Wood | Kajak-kenu   | Férfi kajak négyes 1000 m      |
| Bronz | Nicole Bradtke Rachel McQuillan | Tenisz       | Női páros                      |
| Bronz | Phil Rogers | Úszás        | Férfi 100 m mell               |
| Bronz | Hayley Lewis | Úszás        | Női 400 m gyors                |
| Bronz | Nicole Stevenson | Úszás        | Női 200 m hát                  |
| Bronz | Samantha Riley | Úszás        | Női 100 m mell                 |
| Bronz | Susie O'Neill | Úszás        | Női 200 m pillangó             |
| Bronz | Lars Kleppich | Vitorlázás   | Férfi szörfvitorlázás          |
| Bronz | Mitch Booth John Forbes | Vitorlázás   | Tornádó                        |

| Sport         |   |   |    | Összesen |
| Asztalitenisz | 0 | 0 | 0  | 0        |
| Atlétika      | 0 | 0 | 2  | 2        |
| Birkózás      | 0 | 0 | 0  | 0        |
| Cselgáncs     | 0 | 0 | 0  | 0        |
| Evezés        | 2 | 0 | 0  | 2        |
| Gyeplabda     | 0 | 1 | 0  | 1        |
| Íjászat       | 0 | 0 | 0  | 0        |
| Kajak-kenu    | 1 | 1 | 1  | 3        |
| Kerékpározás  | 1 | 4 | 0  | 5        |
| Kosárlabda    | 0 | 0 | 0  | 0        |
| Labdarúgás    | 0 | 0 | 0  | 0        |
| Lovaglás      | 2 | 0 | 0  | 2        |
| Műugrás       | 0 | 0 | 0  | 0        |
| Ökölvívás     | 0 | 0 | 0  | 0        |
| Öttusa        | 0 | 0 | 0  | 0        |
| Sportlövészet | 0 | 0 | 0  | 0        |
| Súlyemelés    | 0 | 0 | 0  | 0        |
| Szinkronúszás | 0 | 0 | 0  | 0        |
| Tenisz        | 0 | 0 | 1  | 1        |
| Tollaslabda   | 0 | 0 | 0  | 0        |
| Torna         | 0 | 0 | 0  | 0        |
| Úszás         | 1 | 3 | 5  | 9        |
| Vitorlázás    | 0 | 0 | 2  | 2        |
| Vívás         | 0 | 0 | 0  | 0        |
| Vízilabda     | 0 | 0 | 0  | 0        |
| Összesen      | 7 | 9 | 11 | 27       |

| Naponként | Naponként    | Naponként | Naponként | Naponként | Naponként | Naponként |
| --------- | ------------ | --------- | --------- | --------- | --------- | --------- |
| Nap       | Dátum        |           |           |           | Összesen  |           |
| 1.nap     | Július 25.   | —         | —         | —         | —         |           |
| 2.nap     | Július 26.   | 1         | 0         | 1         | 2         |           |
| 3.nap     | Július 27.   | 0         | 1         | 0         | 1         |           |
| 4.nap     | Július 28.   | 0         | 0         | 1         | 1         |           |
| 5.nap     | Július 29.   | 0         | 1         | 1         | 2         |           |
| 6.nap     | Július 30.   | 2         | 1         | 0         | 3         |           |
| 7.nap     | Július 31.   | 1         | 4         | 2         | 7         |           |
| 8.nap     | Augusztus 1. | 1         | 1         | 0         | 2         |           |
| 9.nap     | Augusztus 2. | 1         | 0         | 2         | 3         |           |
| 10.nap    | Augusztus 3. | 0         | 0         | 2         | 2         |           |
| 11.nap    | Augusztus 4. | 0         | 0         | 0         | 0         |           |
| 12.nap    | Augusztus 5. | 0         | 0         | 0         | 0         |           |
| 13.nap    | Augusztus 6. | 0         | 0         | 0         | 0         |           |
| 14.nap    | Augusztus 7. | 0         | 0         | 0         | 0         |           |
| 15.nap    | Augusztus 8. | 1         | 1         | 2         | 4         |           |
| 16.nap    | Augusztus 9. | 0         | 0         | 0         | 0         |           |
| Összesen  |              | 7         | 9         | 11        | 27        |           |

## Asztalitenisz
Női
| Versenyző              | Versenyszám | Csoportkör | Csoportkör | Nyolcaddöntő      | Negyeddöntő       | Elődöntő          | Döntő             | Helyezés |
| Versenyző              | Versenyszám | Ellenfél Eredmény | Hely.      | Ellenfél Eredmény | Ellenfél Eredmény | Ellenfél Eredmény | Ellenfél Eredmény | Helyezés |
| ---------------------- | ----------- | --- | ---------- | ----------------- | ----------------- | ----------------- | ----------------- | -------- |
| Kerri Tepper           | Egyes       | G csoport · I Dzsongim (Lee Jeong-Im) (KOR) · 0-2 · Chaj Pou-vá (Chai Po Wa) (HKG) · 0-2 · Sonia Touati (TUN) · 2-0                                                                                            | 3.         | kiesett           | kiesett           | kiesett           | kiesett           | 33.      |
| Ying Kwok Kerri Tepper | Páros       | F csoport · Független résztvevők (IOP) · Jasna Fazlić · Gordana Perkučin · 0-2 · Hollandia (NED) · Mirjam Hooman-Kloppenburg · Hubertina Vriesekoop · 0-2 · Brazília (BRA) · Monica Doti · Lyanne Kosaka · 2-0 | 3.         |                   | kiesett           | kiesett           | kiesett           | 17.      |

## Atlétika
Férfi
| Versenyző           | Versenyszám     | Előfutam | Előfutam | Előfutam | Negyeddöntő | Negyeddöntő | Negyeddöntő | Elődöntő | Elődöntő | Elődöntő | Döntő   | Döntő    |
| Versenyző           | Versenyszám     | Idő      | Hely.    | Össz.    | Idő         | Hely.       | Össz.       | Idő      | Hely.    | Össz.    | Idő     | Helyezés |
| ------------------- | --------------- | -------- | -------- | -------- | ----------- | ----------- | ----------- | -------- | -------- | -------- | ------- | -------- |
| Dean Capobianco     | 200 m           | 20,86    | 1.       | 10.      | 20,61       | 4.          | 13.         | kiesett  | kiesett  | kiesett  | kiesett | kiesett  |
| Mark Garner         | 400 m           | 46,26    | 4.       | 28.*     | 46,85       | 8.          | 30.         | kiesett  | kiesett  | kiesett  | kiesett | kiesett  |
| Simon Hollingsworth | 400 m gát       | 49,74    | 4.       | 22.      |             |             |             | kiesett  | kiesett  | kiesett  | kiesett | kiesett  |
| Rob de Castella     | Maraton         |          |          |          |             |             |             |          |          |          | 2:17:44 | 26.      |
| Steve Moneghetti    | Maraton         |          |          |          |             |             |             |          |          |          | 2:23:42 | 48.      |
| Nick A’Hern         | 20 km gyaloglás |          |          |          |             |             |             |          |          |          | 1:31:39 | 22.      |
| Andrew Jachno       | 20 km gyaloglás |          |          |          |             |             |             |          |          |          | 1:36:49 | 31.      |
| Simon Baker         | 50 km gyaloglás |          |          |          |             |             |             |          |          |          | 4:08:11 | 19.      |

| Versenyző        | Versenyszám   | Selejtező | Selejtező | Döntő    | Döntő    |
| Versenyző        | Versenyszám   | Eredmény  | Helyezés  | Eredmény | Helyezés |
| ---------------- | ------------- | --------- | --------- | -------- | -------- |
| David Anderson   | Magasugrás    | 215 cm    | 31.*      | kiesett  | kiesett  |
| Tim Forsyth      | Magasugrás    | 226 cm    | 14.       | 234 cm   | **       |
| Lochsley Thomson | Magasugrás    | 220 cm    | 22.*      | kiesett  | kiesett  |
| Simon Arkell     | Rúdugrás      | 530 cm    | 22.       | kiesett  | kiesett  |
| Dave Culbert     | Távolugrás    | 800 cm    | 9.        | 773 cm   | 11.      |
| Werner Reiterer  | Diszkoszvetés | 62,20 m   | 5.        | 60,12 m  | 10.      |
| Sean Carlin      | Kalapácsvetés | 75,90 m   | 8.        | 76,16 m  | 8.       |

| Versenyző         | Versenyszám | 100 m | 100 m | Távolugrás | Távolugrás | Súlylökés | Súlylökés | Magasugrás | Magasugrás | 400 m | 400 m | 110 m gát | 110 m gát | Diszkoszvetés | Diszkoszvetés | Rúdugrás | Rúdugrás | Gerelyhajítás | Gerelyhajítás | 1500 m  | 1500 m | Végeredmény | Végeredmény |
| Versenyző         | Versenyszám | Idő   | Pont  | Eredmény   | Pont       | Eredmény  | Pont      | Eredmény   | Pont       | Idő   | Pont  | Idő       | Pont      | Eredmény      | Pont          | Eredmény | Pont     | Eredmény      | Pont          | Idő     | Pont   | Pont        | Helyezés    |
| ----------------- | ----------- | ----- | ----- | ---------- | ---------- | --------- | --------- | ---------- | ---------- | ----- | ----- | --------- | --------- | ------------- | ------------- | -------- | -------- | ------------- | ------------- | ------- | ------ | ----------- | ----------- |
| Dean Barton-Smith | Tízpróba    | 10,97 | 867   | 743 cm     | 918        | 13,67 m   | 708       | 191 cm     | 723        | 50,06 | 812   | 15,29     | 815       | 42,54 m       | 716           | 450 cm   | 760      | 60,52 m       | 746           | 4:46,83 | 638    | 7703        | 19.         |

Női
| Versenyző                                                          | Versenyszám     | Előfutam | Előfutam | Előfutam | Negyeddöntő | Negyeddöntő | Negyeddöntő | Elődöntő | Elődöntő | Elődöntő | Döntő         | Döntő         |
| Versenyző                                                          | Versenyszám     | Idő      | Hely.    | Össz.    | Idő         | Hely.       | Össz.       | Idő      | Hely.    | Össz.    | Idő           | Helyezés      |
| ------------------------------------------------------------------ | --------------- | -------- | -------- | -------- | ----------- | ----------- | ----------- | -------- | -------- | -------- | ------------- | ------------- |
| Kerry Johnson                                                      | 100 m           | 11,62    | 2.       | 22.*     | 11,59       | 5.          | 19.         | kiesett  | kiesett  | kiesett  | kiesett       | kiesett       |
| Melinda Gainsford-Taylor                                           | 100 m           | 11,57    | 4.       | 19.*     | 11,67       | 6.          | 24.*        | kiesett  | kiesett  | kiesett  | kiesett       | kiesett       |
| Melinda Gainsford-Taylor                                           | 200 m           | 23,18    | 2.       | 13.      | 23,03       | 4.          | 17.         | 23,03    | 7.       | 13.      | kiesett       | kiesett       |
| Melissa Moore                                                      | 200 m           | 23,86    | 5.       | 30.      | kiesett     | kiesett     | kiesett     | kiesett  | kiesett  | kiesett  | kiesett       | kiesett       |
| Cathy Freeman                                                      | 400 m           | 53,70    | 3.       | 25.      | 51,52       | 5.          | 12.         | kiesett  | kiesett  | kiesett  | kiesett       | kiesett       |
| Michelle Lock                                                      | 400 m           | 52,49    | 3.       | 11.      | 51,71       | 4.          | 14.         | 50,78    | 7.       | 11.      | kiesett       | kiesett       |
| Renée Poetschka                                                    | 400 m           | 52,85    | 2.       | 15.      | 52,05       | 3.          | 16.*        | 52,09    | 7.       | 15.      | kiesett       | kiesett       |
| Krishna Stanton                                                    | 3000 m          | 9:00,62  | 7.       | 22.      |             |             |             |          |          |          | kiesett       | kiesett       |
| Sue Hobson                                                         | 10 000 m        | 32:53,61 | 11.      | 21.      |             |             |             |          |          |          | kiesett       | kiesett       |
| Gail Luke                                                          | 400 m gát       | 58,32    | 6.       | 23.      |             |             |             | kiesett  | kiesett  | kiesett  | kiesett       | kiesett       |
| Lisa Martin-Ondieki                                                | Maraton         |          |          |          |             |             |             |          |          |          | nem ért célba | nem ért célba |
| Gabrielle Blythe                                                   | 10 km gyaloglás |          |          |          |             |             |             |          |          |          | 50:13         | 31.           |
| Kerry Saxby-Junna                                                  | 10 km gyaloglás |          |          |          |             |             |             |          |          |          | 46:01         | 15.           |
| Melissa Moore Melinda Gainsford-Taylor Kathy Sambell Kerry Johnson | 4 × 100 m váltó | 43,49    | 4.       | 7.       |             |             |             |          |          |          | 43,77         | 6.            |
| Cathy Freeman Sue Andrews Renée Poetschka Michelle Lock            | 4 × 400 m váltó | 3:25,68  | 3.       | 5.       |             |             |             |          |          |          | 3:26,42       | 7.            |

| Versenyző              | Versenyszám   | Selejtező             | Selejtező             | Döntő    | Döntő    |
| Versenyző              | Versenyszám   | Eredmény              | Helyezés              | Eredmény | Helyezés |
| ---------------------- | ------------- | --------------------- | --------------------- | -------- | -------- |
| Alison Inverarity      | Magasugrás    | 192 cm                | 8.*                   | 191 cm   | 8.       |
| Nicole Boegman-Staines | Távolugrás    | érvényes ugrás nélkül | érvényes ugrás nélkül | kiesett  | kiesett  |
| Daniela Costian        | Diszkoszvetés | 64,10 m               | 6.                    | 66,24 m  |          |
| Louise McPaul-Currey   | Gerelyhajítás | 60,56 m               | 10.                   | 56,00 m  | 11.      |

| Versenyző     | Versenyszám | 100 m gát     | 100 m gát     | Magasugrás       | Magasugrás       | Súlylökés        | Súlylökés        | 200 m            | 200 m            | Távolugrás       | Távolugrás       | Gerelyhajítás    | Gerelyhajítás    | 800 m            | 800 m            | Végeredmény   | Végeredmény   |
| Versenyző     | Versenyszám | Idő           | Pont          | Eredmény         | Pont             | Eredmény         | Pont             | Idő              | Pont             | Eredmény         | Pont             | Eredmény         | Pont             | Idő              | Pont             | Pont          | Helyezés      |
| ------------- | ----------- | ------------- | ------------- | ---------------- | ---------------- | ---------------- | ---------------- | ---------------- | ---------------- | ---------------- | ---------------- | ---------------- | ---------------- | ---------------- | ---------------- | ------------- | ------------- |
| Jane Flemming | Hétpróba    | nem ért célba | nem ért célba | nem állt rajthoz | nem állt rajthoz | nem állt rajthoz | nem állt rajthoz | nem állt rajthoz | nem állt rajthoz | nem állt rajthoz | nem állt rajthoz | nem állt rajthoz | nem állt rajthoz | nem állt rajthoz | nem állt rajthoz | nem ért célba | nem ért célba |

* - egy másik versenyzővel azonos időt/eredményt ért el

** – két másik versenyzővel azonos eredményt ért el

## Birkózás
Szabadfogású
| Versenyző  | Versenyszám | Csoportkör | Csoportkör | Helyosztók        | Helyosztók        | Helyosztók                  | Bronz- mérkőzés   | Döntő             | Helyezés    |
| Versenyző  | Versenyszám | Csoportkör | Csoportkör | 9. helyért        | 7. helyért        | 5. helyért                  | Bronz- mérkőzés   | Döntő             | Helyezés    |
| Versenyző  | Versenyszám | Ellenfél Eredmény | Hely.      | Ellenfél Eredmény | Ellenfél Eredmény | Ellenfél Eredmény           | Ellenfél Eredmény | Ellenfél Eredmény | Helyezés    |
| ---------- | ----------- | --- | ---------- | ----------------- | ----------------- | --------------------------- | ----------------- | ----------------- | ----------- |
| Musa Ilhan | 62 kg       | B csoport · Eduards Žukovs (LAT) · 5-2 (kétvállas) · Vicente Cáceres (ESP) · 11-4 · Anibál Nieves (PUR) · 9-3 (kétvállas) · Martin Müller (SUI) · 4-3 · Asgari Mohammadian (IRI) · 0-6 · Roszen Vaszilev (BUL) · 3-8 | 3.         |                   |                   | Magomed Azizov (EUN) · 5-11 |                   |                   | 6.          |
| Cris Brown | 68 kg       | B csoport · Gérard Sartoro (FRA) · 3-4 · Ali Akbarnejad (IRI) · 0-4 | 9.         | kiesett           | kiesett           | kiesett                     | kiesett           | kiesett           | helyezetlen |

## Cselgáncs
Férfi
| Versenyző         | Versenyszám | Selejtező         | 32-es főtábla                      | Nyolcaddöntő                     | Negyeddöntő       | Elődöntő          | Vigaszág első kör | Vigaszág nyolcaddöntő | Vigaszág negyeddöntő | Vigaszág elődöntő | Bronz- mérkőzés   | Döntő             | Helyezés |
| Versenyző         | Versenyszám | Ellenfél Eredmény | Ellenfél Eredmény                  | Ellenfél Eredmény                | Ellenfél Eredmény | Ellenfél Eredmény | Ellenfél Eredmény | Ellenfél Eredmény     | Ellenfél Eredmény    | Ellenfél Eredmény | Ellenfél Eredmény | Ellenfél Eredmény | Helyezés |
| ----------------- | ----------- | ----------------- | ---------------------------------- | -------------------------------- | ----------------- | ----------------- | ----------------- | --------------------- | -------------------- | ----------------- | ----------------- | ----------------- | -------- |
| Christopher Bacon | Középsúly   | erőnyerő          | Wagner Castropil (BRA) · 0010-0000 | Okada Hirotaka (JPN) · 0000-1000 | kiesett           | kiesett           |                   |                       |                      |                   |                   |                   | 17.      |

Női
| Versenyző                | Versenyszám | Selejtező         | Nyolcaddöntő                                 | Negyeddöntő       | Elődöntő          | Vigaszág nyolcaddöntő                 | Vigaszág negyeddöntő | Vigaszág elődöntő | Bronz- mérkőzés   | Döntő             | Helyezés |
| Versenyző                | Versenyszám | Ellenfél Eredmény | Ellenfél Eredmény                            | Ellenfél Eredmény | Ellenfél Eredmény | Ellenfél Eredmény                     | Ellenfél Eredmény    | Ellenfél Eredmény | Ellenfél Eredmény | Ellenfél Eredmény | Helyezés |
| ------------------------ | ----------- | ----------------- | -------------------------------------------- | ----------------- | ----------------- | ------------------------------------- | -------------------- | ----------------- | ----------------- | ----------------- | -------- |
| Catherine Grainger-Brain | Harmatsúly  | erőnyerő          | Li Csung-jün (Li Zhongyun) (CHN) · 0000-0010 |                   |                   | Patricia Bevilacqua (BRA) · 0000-0010 | kiesett              | kiesett           | kiesett           |                   | 13.      |

## Evezés
Férfi
| Versenyző | Versenyszám              | Előfutam | Előfutam | Vigaszág | Vigaszág | Elődöntő | Elődöntő | Elődöntő | Döntő | Döntő   | Döntő | Helyezés |
| Versenyző | Versenyszám              | Idő      | Hely.    | Idő      | Hely.    | Típus    | Idő      | Hely.    | Típus | Idő     | Hely. | Helyezés |
| --- | ------------------------ | -------- | -------- | -------- | -------- | -------- | -------- | -------- | ----- | ------- | ----- | -------- |
| Stephen Hawkins Peter Antonie                                                                                                   | Kétpárevezős             | 6:24,93  | 1.       |          |          | A/B      | 6:20,22  | 1.       | A     | 6:17,32 | 1.    |          |
| Nick McDonald-Crowley Matthew McArdle                                                                                           | Kormányos nélküli kettes | 6:48,18  | 4.       | 6:48,67  | 3.       |          |          |          | C     | 6:44,06 | 1.    | 13.      |
| Richard Powell Hamish McGlashan Robin Bakker Jason Day                                                                          | Négypárevezős            | 5:49,15  | 3.       |          |          | A/B      | 5:55,62  | 5.       | B     | 5:56,44 | 3.    | 9.       |
| Andrew Cooper Mike McKay Nick Green James Tomkins                                                                               | Kormányos nélküli négyes | 5:59,18  | 1.       |          |          | A/B      | 5:58,26  | 1.       | A     | 5:55,04 | 1.    |          |
| Simon Spriggs Peter Murphy Wayne Diplock Jaime Fernandez Ben Dodwell Sam Patten Bo Hanson Robert Scott David Colvin (kormányos) | Nyolcas                  | 5:34,28  | 2.       |          |          | A/B      | 5:35,76  | 3.       | A     | 5:33,72 | 5.    | 5.       |

Női
| Versenyző                                        | Versenyszám              | Előfutam | Előfutam | Vigaszág      | Vigaszág      | Elődöntő | Elődöntő | Elődöntő | Döntő | Döntő   | Döntő | Helyezés |
| Versenyző                                        | Versenyszám              | Idő      | Hely.    | Idő           | Hely.         | Típus    | Idő      | Hely.    | Típus | Idő     | Hely. | Helyezés |
| ------------------------------------------------ | ------------------------ | -------- | -------- | ------------- | ------------- | -------- | -------- | -------- | ----- | ------- | ----- | -------- |
| Andrea Coss                                      | Egypárevezős             | 7:58,51  | 4.       | nem ért célba | nem ért célba |          |          |          | C     | 8:13,46 | 2.    | 14.      |
| Jennifer Luff Gillian Campbell                   | Kétpárevezős             | 7:24,14  | 3.       |               |               | A/B      | 7:07,00  | 4.       | B     | 7:05,91 | 2.    | 8.       |
| Jodie Dobson Emmy Snook Megan Still Kate Slatter | Kormányos nélküli négyes | 6:58,34  | 3.       | 6:54,16       | 2.            |          |          |          | A     | 6:41,72 | 6.    | 6.       |

## Gyeplabda

### Férfi
| Ausztrál férfi gyeplabdacsapat-játékoskeret                                                                                           | Ausztrál férfi gyeplabdacsapat-játékoskeret |
| --- | --- |
| - John Bestall - Warren Birmingham - Lee Bodimeade - Ashley Carey - Gregory Corbitt - Stephen Davies - Damon Diletti - Lachlan Dreher | - Lachlan Elmer - Dean Evans - Paul Lewis - Graham Reid - Jay Stacy - David Wansbrough - Ken Wark - Michael York - Szövetségi kapitány: Frank Murray |

#### Eredmények
Csoportkör
A csoport
| Csapat               | M | Gy | D | V | G+ | G– | Gk  | P |
| -------------------- | - | -- | - | - | -- | -- | --- | - |
| Ausztrália (AUS)     | 5 | 4  | 1 | 0 | 20 | 2  | +18 | 9 |
| Németország (GER)    | 5 | 4  | 1 | 0 | 16 | 4  | +12 | 9 |
| Nagy-Britannia (GBR) | 5 | 3  | 0 | 2 | 7  | 10 | –3  | 6 |
| India (IND)          | 5 | 2  | 0 | 3 | 4  | 8  | –4  | 4 |
| Argentína (ARG)      | 5 | 1  | 0 | 4 | 3  | 12 | –9  | 2 |
| Egyiptom (EGY)       | 5 | 0  | 0 | 5 | 4  | 18 | –14 | 0 |

| 1992. július 26. 9:45 | Ausztrália (AUS)                  | 7–0   | Argentína (ARG) | Játékvezetők: Jose Gortazar (ESP) Guillaume Langle (FRA) |
| 1992. július 26. 9:45 | Wansbrough 3 Davies 2 Lewis Stacy | (3–0) |                 | Játékvezetők: Jose Gortazar (ESP) Guillaume Langle (FRA) |

| 1992. július 28. 16:00 | Ausztrália (AUS)                   | 5–1   | Egyiptom (EGY)    | Játékvezetők: Peter Von Reth (NED) Santiago Valera (ESP) |
| 1992. július 28. 16:00 | Bodimeade 2 Birmingham Lewis Stacy | (2–1) | M. Ahmed Abdullah | Játékvezetők: Peter Von Reth (NED) Santiago Valera (ESP) |

| 1992. július 30. 18:00 | Ausztrália (AUS) | 1–1   | Németország (GER) | Játékvezetők: Sana Kyoshi (JPN) Santiago Valera (ESP) |
| 1992. július 30. 18:00 | Davies           | (1–0) | Fischer           | Játékvezetők: Sana Kyoshi (JPN) Santiago Valera (ESP) |

| 1992. augusztus 1. 20:00 | Ausztrália (AUS) | 1–0   | India (IND) | Játékvezetők: Jose Gortazar (ESP) Adriano De Vecchi (ITA) |
| 1992. augusztus 1. 20:00 | Stacy            | (1–0) |             | Játékvezetők: Jose Gortazar (ESP) Adriano De Vecchi (ITA) |

| 1992. augusztus 3. 10:15 | Nagy-Britannia (GBR) | 0–6   | Ausztrália (AUS)              | Játékvezetők: Alain Michel Renaud (FRA) Sana Kyoshi (JPN) |
| 1992. augusztus 3. 10:15 |                      | (0–2) | Birmingham 2 Davies 2 Stacy 2 | Játékvezetők: Alain Michel Renaud (FRA) Sana Kyoshi (JPN) |

Elődöntő
| 1992. augusztus 5. 19:00 | Ausztrália (AUS)     | 3–2   | Hollandia (NED) | Játékvezetők: Santiago Valera (ESP) Patrick van Beneden (BEL) |
| 1992. augusztus 5. 19:00 | Bodimeade Lewis Wark | (2–1) | Bovelander 2    | Játékvezetők: Santiago Valera (ESP) Patrick van Beneden (BEL) |

Döntő
| 1992. augusztus 8. 19:30 | Ausztrália (AUS) | 1–2   | Németország (GER) | Játékvezetők: Eduardo Ruiz (ARG) Santiago Valera (ESP) |
| 1992. augusztus 8. 19:30 | Corbitt          | (0–1) | Hilgers 2         | Játékvezetők: Eduardo Ruiz (ARG) Santiago Valera (ESP) |

| Csapat           | Helyezés |
| ---------------- | -------- |
| Ausztrália (AUS) |          |

### Női
| Ausztrál női gyeplabdacsapat-játékoskeret | Ausztrál női gyeplabdacsapat-játékoskeret |
| --- | --- |
| - Alyson Annan - Tracey Belbin - Debbie Bowman-Sullivan - Sharon Buchanan-Patmore - Michelle Capes-Hager - Sally Carbon - Christine Dobson - Juliet Haslam | - Rechelle Hawkes - Lisa Naughton - Kathleen Partridge - Alison Peek - Jackie Pereira - Lisa Powell-Carruthers - Kate Starre - Liane Tooth - Szövetségi kapitány: Brian Glencross |

#### Eredmények
Csoportkör
A csoport
| Csapat              | M | Gy | D | V | G+ | G– | Gk | P |
| ------------------- | - | -- | - | - | -- | -- | -- | - |
| Németország (GER)   | 3 | 2  | 1 | 0 | 7  | 2  | +5 | 5 |
| Spanyolország (ESP) | 3 | 2  | 1 | 0 | 5  | 3  | +2 | 5 |
| Ausztrália (AUS)    | 3 | 1  | 0 | 2 | 2  | 2  | 0  | 2 |
| Kanada (CAN)        | 3 | 0  | 0 | 3 | 1  | 8  | –7 | 0 |

| 1992. július 27. 16:00 | Ausztrália (AUS) | 2–0   | Kanada (CAN) | Játékvezetők: Dominique Ache (BEL) Lee Mi Ok (KOR) |
| 1992. július 27. 16:00 | Tooth Haslam     | (0–0) |              | Játékvezetők: Dominique Ache (BEL) Lee Mi Ok (KOR) |

| 1992. július 29. 17:30 | Ausztrália (AUS) | 0–1   | Németország (GER) | Játékvezetők: Laura Crespo (ARG) Dominique Ache (BEL) |
| 1992. július 29. 17:30 |                  | (0–0) | Becker            | Játékvezetők: Laura Crespo (ARG) Dominique Ache (BEL) |

| 1992. augusztus 2. 20:00 | Spanyolország (ESP) | 1–0   | Ausztrália (AUS) | Játékvezetők: Jolanda Mohlmann (NED) Jane Robertson (GBR) |
| 1992. augusztus 2. 20:00 | Perez               | (1–0) |                  | Játékvezetők: Jolanda Mohlmann (NED) Jane Robertson (GBR) |

Az 5–8. helyért
| 1992. augusztus 4. 9:30 | Ausztrália (AUS)             | 5–1   | Új-Zéland (NZL) | Játékvezetők: Lee Mi Ok (KOR) Maria Hernandez (ESP) |
| 1992. augusztus 4. 9:30 | Pereira 3 Capes-Hager Hawkes | (3–0) | Clinton         | Játékvezetők: Lee Mi Ok (KOR) Maria Hernandez (ESP) |

Az 5. helyért
| 1992. augusztus 6. 17:30 | Ausztrália (AUS)        | 2–0   | Hollandia (NED) | Játékvezetők: Jane Robertson (GBR) Louise Lanning (CAN) |
| 1992. augusztus 6. 17:30 | Annan Powell-Carruthers | (0–0) |                 | Játékvezetők: Jane Robertson (GBR) Louise Lanning (CAN) |

| Csapat           | Helyezés |
| ---------------- | -------- |
| Ausztrália (AUS) | 5.       |

## Íjászat
Férfi
| Versenyző                                             | Versenyszám | Selejtező | Selejtező | Selejtező | Selejtező | Selejtező | Selejtező | Selejtező | Selejtező | Selejtező | Selejtező | Kieséses szakasz                     | Kieséses szakasz                                                                                         | Kieséses szakasz                                                                       | Kieséses szakasz  | Kieséses szakasz  | Helyezés |
| Versenyző                                             | Versenyszám | 30 m      | 30 m      | 50 m      | 50 m      | 70 m      | 70 m      | 90 m      | 90 m      | Pont      | Hely.     | 32-es főtábla                        | Nyolcaddöntő                                                                                             | Negyeddöntő                                                                            | Elődöntő          | Döntő             | Helyezés |
| Versenyző                                             | Versenyszám | Pont      | Hely.     | Pont      | Hely.     | Pont      | Hely.     | Pont      | Hely.     | Pont      | Hely.     | Ellenfél Eredmény                    | Ellenfél Eredmény                                                                                        | Ellenfél Eredmény                                                                      | Ellenfél Eredmény | Ellenfél Eredmény | Helyezés |
| ----------------------------------------------------- | ----------- | --------- | --------- | --------- | --------- | --------- | --------- | --------- | --------- | --------- | --------- | ------------------------------------ | --- | -------------------------------------------------------------------------------------- | ----------------- | ----------------- | -------- |
| Simon Fairweather                                     | Egyéni      | 352       | 6.        | 336       | 1.        | 319       | 34.       | 308       | 6.        | 1315      | 5.        | Erwin Verstegen (NED) (28.) · 98-107 | kiesett                                                                                                  | kiesett                                                                                | kiesett           | kiesett           | 25.      |
| Grant Greenham                                        | Egyéni      | 344       | 37.       | 332       | 2.        | 319       | 34.       | 303       | 12.       | 1298      | 15.       | Antonio Vázquez (ESP) (18.) · 100-96 | Vagyim Sikarev (EUN) (2.) · 94-102                                                                       | kiesett                                                                                | kiesett           | kiesett           | 16.      |
| Scott Hunter-Russell                                  | Egyéni      | 337       | 59.       | 320       | 24.       | 310       | 55.       | 285       | 36.       | 1252      | 48.       | kiesett                              | kiesett                                                                                                  | kiesett                                                                                | kiesett           | kiesett           | 48.      |
| Simon Fairweather Grant Greenham Scott Hunter-Russell | Csapat      | 1033      | 7.        | 988       | 1.        | 948       | 14.       | 896       | 3.        | 3865      | 3.        |                                      | Kína (CHN) · Fu Seng-csün (Fu Shengjun) · Hao Vej (Hao Wei) · Liang Csiang (Liang Qiang) (14.) · 238-230 | Nagy-Britannia (GBR) · Steven Hallard · Richard Priestman · Simon Terry (6.) · 236-242 | kiesett           | kiesett           | 7.       |

## Kajak-kenu

### Síkvízi
Férfi
| Versenyző                                            | Versenyszám         | Előfutam | Előfutam | Előfutam | Vigaszág | Vigaszág | Vigaszág | Elődöntő | Elődöntő | Elődöntő | Döntő   | Döntő    |
| Versenyző                                            | Versenyszám         | Idő      | Hely.    | Össz.    | Idő      | Hely.    | Össz.    | Idő      | Hely.    | Össz.    | Idő     | Helyezés |
| ---------------------------------------------------- | ------------------- | -------- | -------- | -------- | -------- | -------- | -------- | -------- | -------- | -------- | ------- | -------- |
| Martin Hunter                                        | Kajak egyes 500 m   | 1:43,32  | 4.       | 13.      | 1:42,00  | 4.       | 9.       | kiesett  | kiesett  | kiesett  | kiesett | kiesett  |
| Clint Robinson                                       | Kajak egyes 1000 m  | 3:38,80  | 1.       | 4.       | erőnyerő | erőnyerő | erőnyerő | 3:36,59  | 2.       | 4.       | 3:37,26 |          |
| Danny Collins Andrew Trim                            | Kajak kettes 500 m  | 1:36,07  | 4.       | 14.      | 1:32,47  | 2.       | 7.       | 1:31,99  | 6.       | 12.      | kiesett | kiesett  |
| Danny Collins Andrew Trim                            | Kajak kettes 1000 m | 3:24,02  | 5.       | 15.      | 3:20,18  | 4.       | 10.*     | kiesett  | kiesett  | kiesett  | kiesett | kiesett  |
| Kelvin Graham Ian Rowling Steve Wood Ramon Andersson | Kajak négyes 1000 m | 2:57,06  | 1.       | 7.       |          |          |          | 2:58,83  | 3.       | 8.       | 2:56,97 |          |

Női
| Versenyző                                             | Versenyszám        | Előfutam | Előfutam | Előfutam | Elődöntő | Elődöntő | Elődöntő | Döntő   | Döntő    |
| Versenyző                                             | Versenyszám        | Idő      | Hely.    | Össz.    | Idő      | Hely.    | Össz.    | Idő     | Helyezés |
| ----------------------------------------------------- | ------------------ | -------- | -------- | -------- | -------- | -------- | -------- | ------- | -------- |
| Anna Cox-Wood Kerri Randle                            | Kajak kettes 500 m | 1:44,76  | 4.       | 8.       | 1:44,05  | 7.       | 10.      | kiesett | kiesett  |
| Anna Cox-Wood Denise Cooper Lynda Lehmann Gayle Mayes | Kajak négyes 500 m | 1:39,32  | 6.       | 12.      | 1:39,81  | 3.       | 5.       | 1:43,88 | 8.       |

* - egy másik egységgel azonos időt ért el

### Szlalom
Férfi
| Versenyző                       | Versenyszám | Döntő    | Döntő    | Döntő    | Döntő    | Döntő         | Helyezés |
| Versenyző                       | Versenyszám | 1. futam | 1. futam | 2. futam | 2. futam | Jobb eredmény | Helyezés |
| Versenyző                       | Versenyszám | Pont     | Hely.    | Pont     | Hely.    | Pont          | Helyezés |
| ------------------------------- | ----------- | -------- | -------- | -------- | -------- | ------------- | -------- |
| Peter Eckhardt                  | Kenu egyes  | 128,98   | 14.      | 165,74   | 27.      | 128,98        | 20.      |
| Andrew Wilson Matthew Pallister | Kenu kettes | 160,71   | 15.      | 156,67   | 14.      | 156,67        | 16.      |

Női
| Versenyző         | Versenyszám | Döntő    | Döntő    | Döntő    | Döntő    | Döntő         | Helyezés |
| Versenyző         | Versenyszám | 1. futam | 1. futam | 2. futam | 2. futam | Jobb eredmény | Helyezés |
| Versenyző         | Versenyszám | Pont     | Hely.    | Pont     | Hely.    | Pont          | Helyezés |
| ----------------- | ----------- | -------- | -------- | -------- | -------- | ------------- | -------- |
| Danielle Woodward | Kajak egyes | 151,54   | 15.      | 128,27   | 2.       | 128,27        |          |

## Kerékpározás

### Országúti kerékpározás
Férfi
| Versenyző                                              | Versenyszám     | Idő            | Helyezés      |
| ------------------------------------------------------ | --------------- | -------------- | ------------- |
| Patrick Jonker                                         | Mezőnyverseny   | nem ért célba  | nem ért célba |
| Grant Rice                                             | Mezőnyverseny   | 4:35:56(+0:35) | 10.           |
| Darren Smith                                           | Mezőnyverseny   | 4:35:56(+0:35) | 16.           |
| Robert Crowe Darren Lawson Robert McLachlan Grant Rice | Csapat időfutam | 2:09:12(+7:33) | 12.           |

Női
| Versenyző        | Versenyszám   | Idő            | Helyezés |
| ---------------- | ------------- | -------------- | -------- |
| Jacqui Uttien    | Mezőnyverseny | 2:05:03(+0:21) | 13.      |
| Kathleen Shannon | Mezőnyverseny | 2:05:03(+0:21) | 7.       |
| Kathryn Watt     | Mezőnyverseny | 2:04:42        |          |

### Pálya-kerékpározás
Sprintversenyek
| Versenyző    | Versenyszám  | Selejtező | Selejtező | 1. forduló                                                | 1. forduló | Vigaszág selejtező   | Vigaszág selejtező | Vigaszág döntő       | Vigaszág döntő | 2. forduló                                            | 2. forduló | Vigaszág             | Vigaszág | Negyeddöntő                        | 5–8. helyért           | 5–8. helyért | Elődöntő                              | Döntő                               | Helyezés |
| Versenyző    | Versenyszám  | Idő       | Hely.     | Ellenfelek Győztes idő                                    | Hely.      | Ellenfél Győztes idő | Hely.              | Ellenfél Győztes idő | Hely.          | Ellenfelek Győztes idő                                | Hely.      | Ellenfél Győztes idő | Hely.    | Ellenfél Győztes idő               | Ellenfelek Győztes idő | Hely.        | Ellenfél Győztes idő                  | Ellenfél Győztes idő                | Helyezés |
| ------------ | ------------ | --------- | --------- | --------------------------------------------------------- | ---------- | -------------------- | ------------------ | -------------------- | -------------- | ----------------------------------------------------- | ---------- | -------------------- | -------- | ---------------------------------- | ---------------------- | ------------ | ------------------------------------- | ----------------------------------- | -------- |
| Gary Neiwand | Férfi egyéni | 10,330    | 2.        | Jhon González (COL) · Dirk Jan van Hameren (NED) · 11,319 | 1.         |                      |                    |                      |                | Frédéric Magné (FRA) · Roberto Chiappa (ITA) · 11,112 | 1.         |                      |          | José Lovito (ARG) · 11,375, 11,576 |                        |              | Curtis Harnett (CAN) · 10,912, 11,293 | Jens Fiedler (GER) · 10,995, 10,778 |          |

Üldözőversenyek
| Versenyző                                                 | Versenyszám                | Selejtező | Selejtező | Negyeddöntő                                                                                      | Negyeddöntő | Negyeddöntő | Elődöntő | Elődöntő  | Elődöntő | Döntő | Döntő     | Helyezés |
| Versenyző                                                 | Versenyszám                | Idő       | Hely.     | Ellenfél Idő                                                                                     | Saját idő   | Hely.       | Ellenfél Idő | Saját idő | Hely.    | Ellenfél Idő | Saját idő | Helyezés |
| --------------------------------------------------------- | -------------------------- | --------- | --------- | ------------------------------------------------------------------------------------------------ | ----------- | ----------- | --- | --------- | -------- | --- | --------- | -------- |
| Mark Kingsland                                            | Férfi egyéni üldözőverseny | 4:31,033  | 3.        | Carl Sundquist (USA) · lekörözték                                                                | 4:29,173    | 4.          | Chris Boardman (GBR) · 4:29,332                                                                                   | 4:32,716  | 4.       | |           | 4.       |
| Kathryn Watt                                              | Női egyéni üldözőverseny   | 3:41,886  | 1.        | Tea Vikstedt-Nyman (FIN) · 3:48,918                                                              | 3:45,305    | 2.          | Rebecca Twigg (USA) · 4:52,429                                                                                    | 3:49,790  | 2.       | Petra Rossner (GER) · 3:41,753                                                                                  | 3:43,438  |          |
| Brett Aitken Stephen McGlede Shaun O'Brien Stuart O’Grady | Férfi csapat üldözőverseny | 4:11,245  | 1.        | Csehszlovákia (TCH) · Svatopluk Buchta · Rudolf Juřícký · Jan Panáček · Pavel Tesař · lekörözték | 4:10,438    | 1.          | Olaszország (ITA) · Ivan Beltrami · Rossano Brasi · Ivan Cerioli · Giovanni Lombardi · Fabrizio Trezzi · 4:18,291 | 4:15,705  | 2.       | Németország (GER) · Guido Fulst · Michael Glöckner · Jens Lehmann · Stefan Steinweg · Andreas Walzer · 4:08,791 | 4:10,218  |          |

Időfutam
| Versenyző   | Versenyszám           | Idő      | Helyezés |
| ----------- | --------------------- | -------- | -------- |
| Shane Kelly | Férfi egyéni időfutam | 1:04,288 |          |

Pontversenyek
| Versenyző       | Versenyszám       | Selejtező | Selejtező | Selejtező | Selejtező | Döntő     | Döntő         | Helyezés    |
| Versenyző       | Versenyszám       | Csoport   | lekörözés | Pont      | Hely.     | lekörözés | Pont          | Helyezés    |
| --------------- | ----------------- | --------- | --------- | --------- | --------- | --------- | ------------- | ----------- |
| Stephen McGlede | Férfi pontverseny | B         | -         | 16        | 1.        | 2         | nem ért célba | helyezetlen |

## Kosárlabda

### Férfi
| Ausztrál férfi kosárlabdacsapat-játékoskeret                                       | Ausztrál férfi kosárlabdacsapat-játékoskeret                                                 |
| ---------------------------------------------------------------------------------- | -------------------------------------------------------------------------------------------- |
| - Mark Bradtke - Ray Borner - John Dorge - Andrew Gaze - Shane Heal - Damian Keogh | - Leroy Loggins - Luc Longley - Michael McKay - Larry Sengstock - Phil Smyth - Andrew Vlahov |

#### Eredmények
Csoportkör
B csoport
| Csapat                  | M | Gy | V | P+  | P–  | Pk   | P |
| ----------------------- | - | -- | - | --- | --- | ---- | - |
| Egyesített Csapat (EUN) | 5 | 4  | 1 | 425 | 373 | +52  | 9 |
| Litvánia (LTU)          | 5 | 4  | 1 | 478 | 424 | +54  | 9 |
| Ausztrália (AUS)        | 5 | 3  | 2 | 432 | 396 | +36  | 8 |
| Puerto Rico (PUR)       | 5 | 3  | 2 | 445 | 437 | +8   | 8 |
| Venezuela (VEN)         | 5 | 1  | 4 | 392 | 427 | –35  | 6 |
| Kína (CHN)              | 5 | 0  | 5 | 381 | 496 | –115 | 5 |

| 1992. július 26. 14:30 | Puerto Rico (PUR) | 76–116    | Ausztrália (AUS)  | Pabellón Olímpico de Badalona, Badalona |
| 1992. július 26. 14:30 | (31–57)           |           |                   | Pabellón Olímpico de Badalona, Badalona |
| 1992. július 26. 14:30 | Gause 15          | Pont      | Gaze, Bradtke 20  | Pabellón Olímpico de Badalona, Badalona |
| 1992. július 26. 14:30 | León 13           | Lepattanó | Loggins, Vlahov 7 | Pabellón Olímpico de Badalona, Badalona |
| 1992. július 26. 14:30 | Carter 4          | Gólpassz  | Longley 5         | Pabellón Olímpico de Badalona, Badalona |

| 1992. július 27. 16:30 | Egyesített Csapat (EUN) | 85 –63    | Ausztrália (AUS) | Pabellón Olímpico de Badalona, Badalona |
| 1992. július 27. 16:30 | (35–31)                 |           |                  | Pabellón Olímpico de Badalona, Badalona |
| 1992. július 27. 16:30 | Volkov 15               | Pont      | Gaze 17          | Pabellón Olímpico de Badalona, Badalona |
| 1992. július 27. 16:30 | Bilosztyinnij 7         | Lepattanó | három játékos 5  | Pabellón Olímpico de Badalona, Badalona |
| 1992. július 27. 16:30 | Bazarevics 7            | Gólpassz  | három játékos 2  | Pabellón Olímpico de Badalona, Badalona |

| 1992. július 29. 9:30 | Venezuela (VEN) | 71–78     | Ausztrália (AUS) | Pabellón Olímpico de Badalona, Badalona |
| 1992. július 29. 9:30 | (27–43)         |           |                  | Pabellón Olímpico de Badalona, Badalona |
| 1992. július 29. 9:30 | Olivares 22     | Pont      | Bradtke 16       | Pabellón Olímpico de Badalona, Badalona |
| 1992. július 29. 9:30 | Walcott 11      | Lepattanó | Bradtke 9        | Pabellón Olímpico de Badalona, Badalona |
| 1992. július 29. 9:30 | Estaba 4        | Gólpassz  | Gaze 7           | Pabellón Olímpico de Badalona, Badalona |

| 1992. július 31. 14:30 | Ausztrália (AUS) | 88–66     | Kína (CHN)                   | Pabellón Olímpico de Badalona, Badalona |
| 1992. július 31. 14:30 | (39–28)          |           |                              | Pabellón Olímpico de Badalona, Badalona |
| 1992. július 31. 14:30 | Gaze 30          | Pont      | Hu Vej-tung (Hu Weidong) 15  | Pabellón Olímpico de Badalona, Badalona |
| 1992. július 31. 14:30 | Bradtke 7        | Lepattanó | Vang Cse-tan (Wang Zhidan) 5 | Pabellón Olímpico de Badalona, Badalona |
| 1992. július 31. 14:30 | Gaze, Longley 4  | Gólpassz  | Szun Feng-vu (Sun Fengwu) 6  | Pabellón Olímpico de Badalona, Badalona |

| 1992. augusztus 2. 16:30 | Ausztrália (AUS) | 87–98     | Litvánia (LTU) | Pabellón Olímpico de Badalona, Badalona |
| 1992. augusztus 2. 16:30 | (46–45)          |           |                | Pabellón Olímpico de Badalona, Badalona |
| 1992. augusztus 2. 16:30 | három játékos 16 | Pont      | Sabonis 26     | Pabellón Olímpico de Badalona, Badalona |
| 1992. augusztus 2. 16:30 | Bradtke 12       | Lepattanó | Einikis 10     | Pabellón Olímpico de Badalona, Badalona |
| 1992. augusztus 2. 16:30 | Gaze 3           | Gólpassz  | Marčiulionis 8 | Pabellón Olímpico de Badalona, Badalona |

Negyeddöntő
| 1992. augusztus 4. 14:30 | Horvátország (CRO) | 98–65     | Ausztrália (AUS)  | Pabellón Olímpico de Badalona, Badalona |
| 1992. augusztus 4. 14:30 | (41–31)            |           |                   | Pabellón Olímpico de Badalona, Badalona |
| 1992. augusztus 4. 14:30 | Petrović 25        | Pont      | Gaze 16           | Pabellón Olímpico de Badalona, Badalona |
| 1992. augusztus 4. 14:30 | Rađa 11            | Lepattanó | Bradtke, Vlahov 5 | Pabellón Olímpico de Badalona, Badalona |
| 1992. augusztus 4. 14:30 | Kukoč 11           | Gólpassz  | Bradtke, Vlahov 2 | Pabellón Olímpico de Badalona, Badalona |

Az 5–8. helyért
| 1992. augusztus 6. 20:30 | Ausztrália (AUS) | 109–79    | Németország (GER) | Pabellón Olímpico de Badalona, Badalona |
| 1992. augusztus 6. 20:30 | (52–44)          |           |                   | Pabellón Olímpico de Badalona, Badalona |
| 1992. augusztus 6. 20:30 | Gaze 30          | Pont      | Jackel 19         | Pabellón Olímpico de Badalona, Badalona |
| 1992. augusztus 6. 20:30 | Bradtke 11       | Lepattanó | Gnad 11           | Pabellón Olímpico de Badalona, Badalona |
| 1992. augusztus 6. 20:30 | Smyth 6          | Gólpassz  | Schrempf 5        | Pabellón Olímpico de Badalona, Badalona |

Az 5. helyért
| 1992. augusztus 8. 11:00 | Brazília (BRA) | 90–80     | Ausztrália (AUS)   | Pabellón Olímpico de Badalona, Badalona |
| 1992. augusztus 8. 11:00 | (44–38)        |           |                    | Pabellón Olímpico de Badalona, Badalona |
| 1992. augusztus 8. 11:00 | Schmidt 23     | Pont      | Gaze 26            | Pabellón Olímpico de Badalona, Badalona |
| 1992. augusztus 8. 11:00 | Victalino 12   | Lepattanó | Bradtke, Longley 6 | Pabellón Olímpico de Badalona, Badalona |
| 1992. augusztus 8. 11:00 | Boas 8         | Gólpassz  | Gaze, Longley 4    | Pabellón Olímpico de Badalona, Badalona |

| Csapat           | Helyezés |
| ---------------- | -------- |
| Ausztrália (AUS) | 6.       |

## Labdarúgás
| Ausztrál férfi labdarúgócsapat-játékoskeret | Ausztrál férfi labdarúgócsapat-játékoskeret |
| --- | --- |
| - Zlatko Arambasic - Milan Blagojevic - Mark Bosnich - Steve Corica - John Filan - Gary Hasler - Dominic Longo - Brad Maloney - John Markovski - Damian Mori | - Murphy - Paul Okon - Tony Popovic - Steve Refenes - David Seal - George Slifkas - Carl Veart - Tony Vidmar - Ned Zelić - Szövetségi kapitány: Eddie Thomson |

### Eredmények
Csoportkör
D csoport
| Csapat           | M | Gy | D | V | Rg | Kg | Gk | P |
| ---------------- | - | -- | - | - | -- | -- | -- | - |
| Ghána (GHA)      | 3 | 1  | 2 | 0 | 4  | 2  | +2 | 4 |
| Ausztrália (AUS) | 3 | 1  | 1 | 1 | 5  | 4  | +1 | 3 |
| Mexikó (MEX)     | 3 | 0  | 3 | 0 | 3  | 3  | 0  | 3 |
| Dánia (DEN)      | 3 | 0  | 2 | 1 | 1  | 4  | –3 | 2 |

| 1992. július 26. 19:00 |

| Ghána (GHA)            | 3–1               | Ausztrália (AUS) |
| ---------------------- | ----------------- | ---------------- |
| Gargo 15' Ayew 80' 90' | (1–0) Jegyzőkönyv | Vidmar 90+1'     |

| Estadio Nova Creu Alta, Sabadell Nézőszám: 4 000 Játékvezető: Búdzsszajm (egyesült arab emírségekbeli) |

| 1992. július 28. 21:00 |

| Mexikó (MEX)  | 1–1               | Ausztrália (AUS) |
| ------------- | ----------------- | ---------------- |
| Castañeda 63' | (0–1) Jegyzőkönyv | Arambasic 20'    |

| Estadi de Sarrià, Barcelona Nézőszám: 10 000 Játékvezető: Tacsi (japán) |

| 1992. július 30. 19:00 |

| Dánia (DEN) | 0–3               | Ausztrália (AUS)                  |
| ----------- | ----------------- | --------------------------------- |
| Molnar 63′  | (0–1) Jegyzőkönyv | Markovski 32' Mori 60' Vidmar 75' |

| Estadio La Romareda, Zaragoza Nézőszám: 3 000 Játékvezető: Baldas (olasz) |

Negyeddöntő
| 1992. augusztus 2. 21:30 |

| Svédország (SWE) | 1–2               | Ausztrália (AUS)         |
| ---------------- | ----------------- | ------------------------ |
| Andersson 60'    | (0–1) Jegyzőkönyv | Markovski 30' Murphy 53' |

| Camp Nou, Barcelona Nézőszám: 30 000 Játékvezető: Brizio Carter (mexikói) |

Elődöntő
| 1992. augusztus 5. 21:30 |

| Lengyelország (POL)                                        | 6–1               | Ausztrália (AUS) |
| ---------------------------------------------------------- | ----------------- | ---------------- |
| Kowalczyk 28' 90' Juskowiak 43' 55' 80' Murphy 70' (öngól) | (2–1) Jegyzőkönyv | Veart 36'        |

| Camp Nou, Barcelona Nézőszám: 45 000 Játékvezető: Márcio Rezende (brazil) |

Bronzmérkőzés
| 1992. augusztus 7. 20:00 |

| Ausztrália (AUS) | 0–1               | Ghána (GHA)              |
| ---------------- | ----------------- | ------------------------ |
|                  | (0–1) Jegyzőkönyv | Asare 20' Quaye 56′, 87′ |

| Camp Nou, Barcelona Nézőszám: 15 000 Játékvezető: Díaz Vega (spanyol) |

| Csapat           | Helyezés |
| ---------------- | -------- |
| Ausztrália (AUS) | 4.       |

## Lovaglás
Díjlovaglás
| Versenyző      | Ló      | Versenyszám | Selejtező | Selejtező | Selejtező | Selejtező | Selejtező | Selejtező | Selejtező | Selejtező | Selejtező | Selejtező | Selejtező  | Selejtező  | Döntő   | Döntő   | Döntő   | Döntő   | Döntő   | Döntő   | Döntő   | Döntő   | Döntő   | Döntő   | Döntő      | Helyezés |
| Versenyző      | Ló      | Versenyszám | 1. kör    | 1. kör    | 2. kör    | 2. kör    | 3. kör    | 3. kör    | 4. kör    | 4. kör    | 5. kör    | 5. kör    | Összesítés | Összesítés | 1. kör  | 1. kör  | 2. kör  | 2. kör  | 3. kör  | 3. kör  | 4. kör  | 4. kör  | 5. kör  | 5. kör  | Összesítés | Helyezés |
| Versenyző      | Ló      | Versenyszám | Pont      | Hely.     | Pont      | Hely.     | Pont      | Hely.     | Pont      | Hely.     | Pont      | Hely.     | Pont       | Hely.      | Pont    | Hely.   | Pont    | Hely.   | Pont    | Hely.   | Pont    | Hely.   | Pont    | Hely.   | Pont       | Helyezés |
| -------------- | ------- | ----------- | --------- | --------- | --------- | --------- | --------- | --------- | --------- | --------- | --------- | --------- | ---------- | ---------- | ------- | ------- | ------- | ------- | ------- | ------- | ------- | ------- | ------- | ------- | ---------- | -------- |
| Christine Doan | Dondolo | Egyéni      | 299       | 29.       | 307       | 21.       | 291       | 41.       | 294       | 22.       | 300       | 23.       | 1491       | 28.        | kiesett | kiesett | kiesett | kiesett | kiesett | kiesett | kiesett | kiesett | kiesett | kiesett | kiesett    | 28.      |

Lovastusa
| Versenyző                                          | Ló                                            | Versenyszám | Díjlovaglás | Díjlovaglás | Tereplovaglás | Tereplovaglás | Tereplovaglás | Díjugratás | Díjugratás | Végeredmény | Végeredmény |
| Versenyző                                          | Ló                                            | Versenyszám | Bünt.       | Hely.       | Bünt.         | Hely.         | Össz.         | Bünt.      | Hely.      | Bünt.       | Helyezés    |
| -------------------------------------------------- | --------------------------------------------- | ----------- | ----------- | ----------- | ------------- | ------------- | ------------- | ---------- | ---------- | ----------- | ----------- |
| David Green                                        | Duncan II                                     | Egyéni      | 56,20       | 16.         | nem ért célba | nem ért célba | kiesett       | kiesett    | kiesett    | kiesett     | kiesett     |
| Andrew Hoy                                         | Kiwi                                          | Egyéni      | 58,80       | 23.         | 25,60         | 7.            | 6.            | 5,00       | 9.         | 89,40       | 5.          |
| Gillian Rolton                                     | Peppermint Grove                              | Egyéni      | 64,20       | 38.         | 60,00         | 28.           | 27.           | 5,00       | 9.         | 129,20      | 23.         |
| Matthew Ryan                                       | Kibah Tic Toc                                 | Egyéni      | 57,80       | 18.         | 7,20          | 1.            | 1.            | 5,00       | 9.         | 70,00       |             |
| David Green Andrew Hoy Gillian Rolton Matthew Ryan | Duncan II Kiwi Peppermint Grove Kibah Tic Toc | Csapat      | 180,80      | 5.          | 92,80         | 2.            | 2.            | 15,00      | 1.         | 288,60      |             |

## Műugrás
Férfi
| Versenyző       | Versenyszám        | Elődöntő | Elődöntő | Döntő   | Döntő    |
| Versenyző       | Versenyszám        | Pont     | Helyezés | Pont    | Helyezés |
| --------------- | ------------------ | -------- | -------- | ------- | -------- |
| Simon McCormack | Egyéni műugrás     | 358,05   | 16.      | kiesett | kiesett  |
| Michael Murphy  | Egyéni műugrás     | 381,33   | 8.       | 611,97  | 4.       |
| Michael Murphy  | Egyéni toronyugrás | 371,88   | 13.      | kiesett | kiesett  |
| Craig Rogerson  | Egyéni toronyugrás | 388,83   | 10.      | 458,43  | 12.      |

Női
| Versenyző     | Versenyszám        | Elődöntő | Elődöntő | Döntő   | Döntő    |
| Versenyző     | Versenyszám        | Pont     | Helyezés | Pont    | Helyezés |
| ------------- | ------------------ | -------- | -------- | ------- | -------- |
| Jenny Donnet  | Egyéni műugrás     | 272,64   | 15.      | kiesett | kiesett  |
| Rachel Wilkes | Egyéni műugrás     | 254,31   | 22.      | kiesett | kiesett  |
| April Adams   | Egyéni toronyugrás | 290,73   | 10.      | 342,39  | 11.      |
| Vyninka Arlow | Egyéni toronyugrás | 289,14   | 11.      | 365,88  | 10.      |

## Ökölvívás
| Versenyző        | Versenyszám  | Selejtező                      | Nyolcaddöntő                | Negyeddöntő                                | Elődöntő          | Döntő             | Helyezés |
| Versenyző        | Versenyszám  | Ellenfél Eredmény              | Ellenfél Eredmény           | Ellenfél Eredmény                          | Ellenfél Eredmény | Ellenfél Eredmény | Helyezés |
| ---------------- | ------------ | ------------------------------ | --------------------------- | ------------------------------------------ | ----------------- | ----------------- | -------- |
| Robbie Peden     | Légsúly      | Marty O'Donnell (CAN) · 14-2   | Yacine Sheikh (ALG) · KO    | Cshö Csholszu (Choi Chol-su) (PRK) · 11-25 | kiesett           | kiesett           | 5.       |
| James Nicolson   | Pehelysúly   | Daniel Dumitrescu (ROU) · RSC  | kiesett                     | kiesett                                    | kiesett           | kiesett           | 17.      |
| Justin Rowsell   | Könnyűsúly   | Dariusz Snarski (POL) · RSC    | kiesett                     | kiesett                                    | kiesett           | kiesett           | 17.      |
| Stefan Scriggins | Váltósúly    | Francisco Moniz (ANG) · 6-2    | Anibál Acevedo (PUR) · 3-16 | kiesett                                    | kiesett           | kiesett           | 9.       |
| Justann Crawford | Középsúly    | Alekszandr Lebzjak (EUN) · RSC | kiesett                     | kiesett                                    | kiesett           | kiesett           | 17.      |
| Rick Timperi     | Félnehézsúly | Roland Raforme (SEY) · 7-27    | kiesett                     | kiesett                                    | kiesett           | kiesett           | 17.      |

RSC - a játékvezető megállította a mérkőzést

## Öttusa
| Versenyző                               | Versenyszám | Vívás    | Vívás | Vívás | Úszás  | Úszás | Úszás | Lövészet | Lövészet | Lövészet | Futás   | Futás | Futás | Lovaglás | Lovaglás | Lovaglás | Összesen    | Összesen |
| Versenyző                               | Versenyszám | Pontszám | Pont  | Hely. | Idő    | Pont  | Hely. | Eredmény | Pont     | Hely.    | Idő     | Pont  | Hely. | Idő      | Pont     | Hely.    | Összes pont | Helyezés |
| --------------------------------------- | ----------- | -------- | ----- | ----- | ------ | ----- | ----- | -------- | -------- | -------- | ------- | ----- | ----- | -------- | -------- | -------- | ----------- | -------- |
| Colin Hamilton                          | Egyéni      | 13-52    | 439   | 65.   | 3:22,7 | 1252  | 23.   | 180      | 970      | 47.      | 13:24,4 | 1153  | 18.   | 2:43,0   | 780      | 54.      | 4594        | 58.      |
| Gavin Lackey                            | Egyéni      | 28-37    | 694   | 49.*  | 3:20,1 | 1272  | 13.   | 179      | 955      | 48.*     | 13:01,4 | 1222  | 7.    | 1:43,4   | 968      | 32.      | 5111        | 30.      |
| Alex Watson                             | Egyéni      | 25-40    | 643   | 55.** | 3:32,2 | 1176  | 53.   | 184      | 1030     | 33.***   | 17:11,5 | 472   | 66.   | 1:58,7   | 958      | 35.      | 4279        | 63.      |
| Colin Hamilton Gavin Lackey Alex Watson | Csapat      |          | 1776  | 17.   |        | 3700  | 8.    |          | 2955     | 13.      |         | 2847  | 16.   |          | 2706     | 10.      | 13984       | 16.      |

* - két másik versenyzővel azonos eredménytt ért el

** - három másik versenyzővel azonos eredményt ért el

*** - hat másik versenyzővel azonos eredményt ért el

## Sportlövészet
Férfi
| Versenyző     | Versenyszám          | Selejtező | Selejtező | Döntő   | Döntő    |
| Versenyző     | Versenyszám          | Pont      | Helyezés  | Pont    | Helyezés |
| ------------- | -------------------- | --------- | --------- | ------- | -------- |
| Pat Murray    | Gyorstüzelő pisztoly | 574       | 26.       | kiesett | kiesett  |
| Ben Sandstrom | Légpisztoly          | 573       | 29.*      | kiesett | kiesett  |
| Ben Sandstrom | Szabadpisztoly       | 551       | 26.*      | kiesett | kiesett  |
| Phil Adams    | Szabadpisztoly       | 549       | 30.       | kiesett | kiesett  |
| Phil Adams    | Légpisztoly          | 576       | 19.**     | kiesett | kiesett  |

Női
| Versenyző | Versenyszám   | Selejtező | Selejtező | Döntő   | Döntő    |
| Versenyző | Versenyszám   | Pont      | Helyezés  | Pont    | Helyezés |
| --------- | ------------- | --------- | --------- | ------- | -------- |
| Lynn Freh | Légpisztoly   | 371       | 39.**     | kiesett | kiesett  |
| Lynn Freh | Sportpisztoly | 581       | 6.        | 675     | 7.       |

Nyílt
| Versenyző       | Versenyszám | Selejtező | Selejtező | Elődöntő | Elődöntő | Döntő   | Döntő    |
| Versenyző       | Versenyszám | Pont      | Helyezés  | Pont     | Helyezés | Pont    | Helyezés |
| --------------- | ----------- | --------- | --------- | -------- | -------- | ------- | -------- |
| Michael Diamond | Trap        | 147       | 5.        | 193      | 9.**     | kiesett | kiesett  |
| Russell Mark    | Trap        | 144       | 18.       | 193      | 9.       | kiesett | kiesett  |
| John Summers    | Skeet       | 146       | 20.       | 195      | 21.**    | kiesett | kiesett  |

* - egy másik versenyzővel azonos eredményt ért el

** - két másik versenyzővel azonos eredményt ért el

## Súlyemelés
| Versenyző      | Versenyszám | Szakítás | Szakítás | Lökés    | Lökés    | Összesen | Helyezés |
| Versenyző      | Versenyszám | Eredmény | Helyezés | Eredmény | Helyezés | Összesen | Helyezés |
| -------------- | ----------- | -------- | -------- | -------- | -------- | -------- | -------- |
| Damian Brown   | 75 kg       | 140,0    | 21.      | 177,5    | 18.*     | 317,5    | 22.      |
| Ron Laycock    | 75 kg       | 142,5    | 19.      | 185,0    | 12.      | 327,5    | 13.      |
| Harvey Goodman | 90 kg       | 157,5    | 9.       | 192,5    | 8.       | 350,0    | 8.       |
| Steve Kettner  | +110 kg     | 170,0    | 9.       | 205,0    | 12.      | 375,0    | 11.      |

* - egy másik versenyzővel azonos eredményt ért el

## Szinkronúszás
| Versenyző                      | Versenyszám | Selejtező           | Selejtező           | Selejtező       | Selejtező  | Selejtező  | Döntő           | Döntő      | Helyezés |
| Versenyző                      | Versenyszám | Technikai gyakorlat | Technikai gyakorlat | Zenés gyakorlat | Összesítés | Összesítés | Zenés gyakorlat | Összesítés | Helyezés |
| Versenyző                      | Versenyszám | Pont                | Hely.               | Pont            | Pont       | Hely.      | Pont            | Pont       | Helyezés |
| ------------------------------ | ----------- | ------------------- | ------------------- | --------------- | ---------- | ---------- | --------------- | ---------- | -------- |
| Celeste Ferraris               | Egyéni      | 82,330              | 41.                 | kiesett         | kiesett    | kiesett    | kiesett         | kiesett    | kiesett  |
| Semon Rohloff                  | Egyéni      | 81,769              | 44.                 | 90,200          | 171,969    | 18.        | kiesett         | kiesett    | 18.      |
| Celeste Ferraris Semon Rohloff | Páros       | 82,049              | 15.                 | 88,880          | 170,929    | 16.        | kiesett         | kiesett    | 16.      |

## Tenisz
Férfi
| Versenyző                       | Versenyszám | 64-es főtábla                                 | 32-es főtábla                                                                     | Nyolcaddöntő                                                      | Negyeddöntő       | Elődöntő          | Döntő             | Helyezés |
| Versenyző                       | Versenyszám | Ellenfél Eredmény                             | Ellenfél Eredmény                                                                 | Ellenfél Eredmény                                                 | Ellenfél Eredmény | Ellenfél Eredmény | Ellenfél Eredmény | Helyezés |
| ------------------------------- | ----------- | --------------------------------------------- | --------------------------------------------------------------------------------- | ----------------------------------------------------------------- | ----------------- | ----------------- | ----------------- | -------- |
| Richard Fromberg                | Egyes       | Michael Stich (GER) · 3-6, 6-3, 1-6, 6-3, 3-6 | kiesett                                                                           | kiesett                                                           | kiesett           | kiesett           | kiesett           | 33.      |
| Wally Masur                     | Egyes       | Pete Sampras (USA) · 1-6, 6-7(4-7), 4-6       | kiesett                                                                           | kiesett                                                           | kiesett           | kiesett           | kiesett           | 33.      |
| Todd Woodbridge                 | Egyes       | Emilio Sánchez (ESP) · 1-6, 6-7(1-7), 2-6     | kiesett                                                                           | kiesett                                                           | kiesett           | kiesett           | kiesett           | 33.      |
| John Fitzgerald Todd Woodbridge | Páros       |                                               | Bahama-szigetek (BAH) · Mark Knowles · Roger Smith · 6-2, 6-3, 6-7(4-7), 4-6, 6-3 | India (IND) · Rámes Krisnan · Lijendar Pedzs · 4-6, 5-7, 6-4, 1-6 | kiesett           | kiesett           | kiesett           | 9.       |

Női
| Versenyző                       | Versenyszám | 64-es főtábla                                 | 32-es főtábla                                                         | Nyolcaddöntő                                                    | Negyeddöntő                                                      | Elődöntő                                                                     | Döntő             | Helyezés |
| Versenyző                       | Versenyszám | Ellenfél Eredmény                             | Ellenfél Eredmény                                                     | Ellenfél Eredmény                                               | Ellenfél Eredmény                                                | Ellenfél Eredmény                                                            | Ellenfél Eredmény | Helyezés |
| ------------------------------- | ----------- | --------------------------------------------- | --------------------------------------------------------------------- | --------------------------------------------------------------- | ---------------------------------------------------------------- | ---------------------------------------------------------------------------- | ----------------- | -------- |
| Nicole Bradtke                  | Egyes       | Katia Piccolini (ITA) · 6-1, 6-0              | Sabine Appelmans (BEL) · 2-6, 1-6                                     | kiesett                                                         | kiesett                                                          | kiesett                                                                      | kiesett           | 17.      |
| Jenny Byrne                     | Egyes       | Raffaella Reggi-Concato (ITA) · 4-6, 6-7(2-7) | kiesett                                                               | kiesett                                                         | kiesett                                                          | kiesett                                                                      | kiesett           | 33.      |
| Rachel McQuillan                | Egyes       | Sabine Appelmans (BEL) · 3-6, 3-6             | kiesett                                                               | kiesett                                                         | kiesett                                                          | kiesett                                                                      | kiesett           | 33.      |
| Nicole Bradtke Rachel McQuillan | Páros       |                                               | Mexikó (MEX) · Angélica Gavaldón · Guadeloupe Novello · 5-7, 6-3, 6-1 | Brazília (BRA) · Cláudia Chabalgoity · Andrea Vieira · 6-2, 6-1 | Csehszlovákia (TCH) · Jana Novotná · Andrea Strnadová · 6-3, 6-3 | Spanyolország (ESP) · Conchita Martínez · Arantxa Sánchez Vicario · 1-6, 2-6 | kiesett           |          |

## Tollaslabda
| Versenyző             | Versenyszám | Selejtező                          | 32-es főtábla                                                | Nyolcaddöntő                                                   | Negyeddöntő                                                             | Elődöntő          | Döntő             | Helyezés |
| Versenyző             | Versenyszám | Ellenfél Eredmény                  | Ellenfél Eredmény                                            | Ellenfél Eredmény                                              | Ellenfél Eredmény                                                       | Ellenfél Eredmény | Ellenfél Eredmény | Helyezés |
| --------------------- | ----------- | ---------------------------------- | ------------------------------------------------------------ | -------------------------------------------------------------- | ----------------------------------------------------------------------- | ----------------- | ----------------- | -------- |
| Rhonda Cator          | Női egyes   | Esther Sanz (ESP) · 11-9, 11-5     | Lee Heung-Sun (KOR) · 1-11, 4-11                             | kiesett                                                        | kiesett                                                                 | kiesett           | kiesett           | 17.      |
| Anna Lao              | Női egyes   | Bettina Villars (SUI) · 11-0, 11-4 | Camilla Martin (DEN) · 11-6, 12-11                           | Jelena Ribkina (EUN) · 7-11, 11-7, 11-8                        | Tang Csiu-hung (Tang Jiuhong) (CHN) · 9-11, 1-11                        | kiesett           | kiesett           | 5.       |
| Rhonda Cator Anna Lao | Női páros   |                                    | Svájc (SUI) · Silvia Albrecht · Bettina Villars · 15-3, 15-6 | Lengyelország (POL) · Bożena Bąk · Wioletta Wilk · 15-3, 15-12 | Kína (CHN) · Lin Jen-fen (Lin Yanfen) · Jao Fen (Yao Fen) · 13-18, 5-15 | kiesett           | kiesett           | 5.       |

## Torna
Férfi
| Versenyző       | Versenyszám      | Selejtező | Selejtező | Döntő    | Döntő    |
| Versenyző       | Versenyszám      | Pontszám  | Helyezés  | Pontszám | Helyezés |
| --------------- | ---------------- | --------- | --------- | -------- | -------- |
| Brennon Dowrick | Talaj            | 18,550    | 75.       | kiesett  | kiesett  |
| Brennon Dowrick | Ugrás            | 18,875    | 49.       | kiesett  | kiesett  |
| Brennon Dowrick | Korlát           | 18,500    | 75.       | kiesett  | kiesett  |
| Brennon Dowrick | Nyújtó           | 19,125    | 40.       | kiesett  | kiesett  |
| Brennon Dowrick | Gyűrű            | 18,850    | 61.       | kiesett  | kiesett  |
| Brennon Dowrick | Lólengés         | 18,825    | 49.       | kiesett  | kiesett  |
| Brennon Dowrick | Egyéni összetett | 112,725   | 61.       | kiesett  | kiesett  |

Női
| Versenyző                                                                           | Versenyszám      | Selejtező | Selejtező | Döntő    | Döntő    |
| Versenyző                                                                           | Versenyszám      | Pontszám  | Helyezés  | Pontszám | Helyezés |
| ----------------------------------------------------------------------------------- | ---------------- | --------- | --------- | -------- | -------- |
| Monique Allen                                                                       | Talaj            | 18,937    | 79.       | kiesett  | kiesett  |
| Monique Allen                                                                       | Ugrás            | 19,487    | 49.       | kiesett  | kiesett  |
| Monique Allen                                                                       | Felemás korlát   | 19,649    | 29.       | kiesett  | kiesett  |
| Monique Allen                                                                       | Gerenda          | 19,475    | 23.       | kiesett  | kiesett  |
| Monique Allen                                                                       | Egyéni összetett | 77,548    | 39.       | 39,086   | 19.      |
| Brooke Gysen                                                                        | Talaj            | 19,275    | 48.       | kiesett  | kiesett  |
| Brooke Gysen                                                                        | Ugrás            | 19,375    | 71.       | kiesett  | kiesett  |
| Brooke Gysen                                                                        | Felemás korlát   | 19,312    | 54.       | kiesett  | kiesett  |
| Brooke Gysen                                                                        | Gerenda          | 18,349    | 84.       | kiesett  | kiesett  |
| Brooke Gysen                                                                        | Egyéni összetett | 76,311    | 69.       | kiesett  | kiesett  |
| Julie-Anne Monico                                                                   | Talaj            | 18,437    | 87.       | kiesett  | kiesett  |
| Julie-Anne Monico                                                                   | Ugrás            | 19,312    | 77.       | kiesett  | kiesett  |
| Julie-Anne Monico                                                                   | Felemás korlát   | 19,674    | 27.       | kiesett  | kiesett  |
| Julie-Anne Monico                                                                   | Gerenda          | 18,937    | 58.       | kiesett  | kiesett  |
| Julie-Anne Monico                                                                   | Egyéni összetett | 76,360    | 68.       | kiesett  | kiesett  |
| Lisa Read                                                                           | Talaj            | 19,512    | 31.       | kiesett  | kiesett  |
| Lisa Read                                                                           | Ugrás            | 19,249    | 80.       | kiesett  | kiesett  |
| Lisa Read                                                                           | Felemás korlát   | 19,712    | 21.       | kiesett  | kiesett  |
| Lisa Read                                                                           | Gerenda          | 19,462    | 24.       | kiesett  | kiesett  |
| Lisa Read                                                                           | Egyéni összetett | 77,935    | 33.       | 38,611   | 30.      |
| Kylie Shadbolt                                                                      | Talaj            | 19,274    | 50.       | kiesett  | kiesett  |
| Kylie Shadbolt                                                                      | Ugrás            | 19,474    | 51.       | kiesett  | kiesett  |
| Kylie Shadbolt                                                                      | Felemás korlát   | 19,549    | 43.       | kiesett  | kiesett  |
| Kylie Shadbolt                                                                      | Gerenda          | 18,899    | 63.       | kiesett  | kiesett  |
| Kylie Shadbolt                                                                      | Egyéni összetett | 77,196    | 46.       | 37,549   | 36.      |
| Jane Warrilow                                                                       | Talaj            | 19,200    | 58.       | kiesett  | kiesett  |
| Jane Warrilow                                                                       | Ugrás            | 19,325    | 76.       | kiesett  | kiesett  |
| Jane Warrilow                                                                       | Felemás korlát   | 19,487    | 47.       | kiesett  | kiesett  |
| Jane Warrilow                                                                       | Gerenda          | 19,037    | 51.       | kiesett  | kiesett  |
| Jane Warrilow                                                                       | Egyéni összetett | 77,049    | 51.       | kiesett  | kiesett  |
| Monique Allen Brooke Gysen Julie-Anne Monico Lisa Read Kylie Shadbolt Jane Warrilow | Csapat összetett |           |           | 387,502  | 7.       |

## Úszás
Férfi
| Versenyző                                                              | Versenyszám            | Előfutam | Előfutam | Előfutam | Döntő   | Döntő    | Döntő    | Helyezés |
| Versenyző                                                              | Versenyszám            | Idő      | Hely.    | Össz.    | Típus   | Idő      | Hely.    | Helyezés |
| ---------------------------------------------------------------------- | ---------------------- | -------- | -------- | -------- | ------- | -------- | -------- | -------- |
| Darren Lange                                                           | 50 m gyors             | 23,01    | 3.*      | 13.*     | B       | 22,69    | 1.       | 9.       |
| Angus Waddell                                                          | 50 m gyors             | 23,10    | 6.       | 15.*     | B       | 23,06    | 7.       | 15.      |
| Chris Fydler                                                           | 100 m gyors            | 50,26    | 3.       | 10.      | B       | 50,78    | 6.       | 14.      |
| Andrew Baildon                                                         | 100 m gyors            | 50,59    | 5.*      | 14.*     | B       | 50,93    | 8.       | 16.      |
| Andrew Baildon                                                         | 100 m pillangó         | 54,82    | 6.       | 17.      | kiesett | kiesett  | kiesett  | kiesett  |
| Jon Sieben                                                             | 100 m pillangó         | 54,67    | 4.       | 14.      | B       | 54,73    | 2.       | 10.      |
| Ian Brown                                                              | 200 m gyors            | 1:49,32  | 6.       | 12.      | B       | 1:49,77  | 3.       | 11.      |
| Ian Brown                                                              | 400 m gyors            | 3:50,12  | 5.       | 6.       | A       | 3:48,79  | 5.       | 5.       |
| Kieren Perkins                                                         | 400 m gyors            | 3:49,24  | 1.       | 1.       | A       | 3:45,16  | 2.       |          |
| Kieren Perkins                                                         | 200 m gyors            | 1:49,26  | 3.       | 11.      | B       | 1:49,75  | 2.       | 10.      |
| Kieren Perkins                                                         | 1500 m gyors           | 15:02,75 | 1.       | 1.       | A       | 14:43,48 | 1.       |          |
| Glen Housman                                                           | 1500 m gyors           | 15:11,36 | 1.       | 3.       | A       | 14:55,29 | 2.       |          |
| Tom Stachewicz                                                         | 100 m hát              | 57,03    | 4.       | 19.      | kiesett | kiesett  | kiesett  | kiesett  |
| Toby Haenen                                                            | 100 m hát              | 1:00,08  | 8.       | 45.      | kiesett | kiesett  | kiesett  | kiesett  |
| Toby Haenen                                                            | 200 m hát              | 2:06,79  | 7.       | 35.      | kiesett | kiesett  | kiesett  | kiesett  |
| Shane Lewis                                                            | 100 m mell             | 1:04,17  | 7.       | 28.      | kiesett | kiesett  | kiesett  | kiesett  |
| Phil Rogers                                                            | 100 m mell             | 1:02,10  | 2.       | 7.       | A       | 1:01,76  | 3.       |          |
| Phil Rogers                                                            | 200 m mell             | 2:14,39  | 3.       | 6.       | A       | 2:13,59  | 6.       | 6.       |
| Rodney Lawson                                                          | 200 m mell             | 2:15,67  | 6.       | 13.      | B       | 2:15,50  | 1.       | 9.       |
| Simon McKillop-Davies                                                  | 200 m pillangó         | 2:00,92  | 5.       | 13.      | B       | 2:01,86  | 6.       | 14.      |
| Martin Roberts                                                         | 200 m pillangó         | 1:58,91  | 1.       | 4.       | A       | 1:59,64  | 8.       | 8.       |
| Martin Roberts                                                         | 200 m vegyes           | kizárták | kizárták | kizárták | kiesett | kiesett  | kiesett  | kiesett  |
| Matt Dunn                                                              | 200 m vegyes           | 2:02,75  | 3.       | 8.       | A       | 2:02,79  | 7.       | 7.       |
| Matt Dunn                                                              | 400 m vegyes           | 4:27,65  | 7.       | 18.      | kiesett | kiesett  | kiesett  | kiesett  |
| Philip Bryant                                                          | 400 m vegyes           | 4:21,45  | 3.       | 10.      | B       | 4:22,36  | 5.       | 13.      |
| Chris Fydler Andrew Baildon Tom Stachewicz Darren Lange                | 4 × 100 m gyorsváltó   | 3:22,24  | 3.       | 8.       | A       | 3:22,04  | 8.       | 8.       |
| Ian Brown Deane Pieters Kieren Perkins Duncan Armstrong Martin Roberts | 4 × 200 m gyorsváltó   | 7:22,19  | 1.       | 4.       | A       | kizárták | kizárták | kizárták |
| Tom Stachewicz Phil Rogers Jon Sieben Chris Fydler                     | 4 × 100 m vegyes váltó | 3:43,78  | 3.       | 7.       | A       | 3:42,65  | 7.       | 7.       |

Női
| Versenyző                                                                    | Versenyszám            | Előfutam | Előfutam | Előfutam | Döntő   | Döntő   | Döntő   | Helyezés |
| Versenyző                                                                    | Versenyszám            | Idő      | Hely.    | Össz.    | Típus   | Idő     | Hely.   | Helyezés |
| ---------------------------------------------------------------------------- | ---------------------- | -------- | -------- | -------- | ------- | ------- | ------- | -------- |
| Lisa Curry-Kenny                                                             | 100 m pillangó         | 1:01,07  | 3.       | 9.       | B       | 1:01,61 | 5.      | 13.      |
| Lisa Curry-Kenny                                                             | 50 m gyors             | 26,07    | 3.       | 11.      | B       | 25,87   | 1.      | 9.       |
| Karen Van Wirdum                                                             | 50 m gyors             | 26,80    | 8.       | 25.*     | kiesett | kiesett | kiesett | kiesett  |
| Karen Van Wirdum                                                             | 100 m gyors            | 58,75    | 8.       | 28.      | kiesett | kiesett | kiesett | kiesett  |
| Susie O'Neill                                                                | 100 m gyors            | 56,58    | 5.       | 13.      | B       | 56,68   | 7.      | 15.      |
| Susie O'Neill                                                                | 100 m pillangó         | 59,95    | 2.       | 3.       | A       | 59,69   | 5.      | 5.       |
| Susie O'Neill                                                                | 200 m pillangó         | 2:10,47  | 1.       | 1.       | A       | 2:09,03 | 3.      |          |
| Susie O'Neill                                                                | 200 m gyors            | 2:01,05  | 3.       | 9.       | B       | 2:00,89 | 3.      | 11.      |
| Nicole Stevenson                                                             | 200 m gyors            | 2:02,50  | 6.       | 15.      | B       | 2:04,21 | 8.      | 16.      |
| Nicole Stevenson                                                             | 100 m hát              | 1:02,54  | 3.       | 6.       | A       | 1:01,78 | 4.      | 4.       |
| Nicole Stevenson                                                             | 200 m hát              | 2:12,32  | 1.       | 5.       | A       | 2:10,20 | 3.      |          |
| Leigh Habler                                                                 | 200 m hát              | 2:13,44  | 4.       | 7.       | A       | 2:13,68 | 8.      | 8.       |
| Joanne Meehan                                                                | 100 m hát              | 1:02,84  | 4.       | 8.       | A       | 1:02,07 | 6.      | 6.       |
| Julie M. McDonald                                                            | 400 m gyors            | 4:20,16  | 6.       | 18.      | kiesett | kiesett | kiesett | kiesett  |
| Julie M. McDonald                                                            | 800 m gyors            | 8:51,59  | 4.       | 15.      | kiesett | kiesett | kiesett | kiesett  |
| Hayley Lewis                                                                 | 800 m gyors            | 8:33,04  | 2.       | 2.       | A       | 8:30,34 | 2.      |          |
| Hayley Lewis                                                                 | 400 m gyors            | 4:12,95  | 1.       | 5.       | A       | 4:11,22 | 3.      |          |
| Hayley Lewis                                                                 | 200 m pillangó         | 2:14,50  | 4.       | 10.      | B       | 2:13,11 | 1.      | 9.       |
| Hayley Lewis                                                                 | 400 m vegyes           | 4:46,57  | 3.       | 6.       | A       | 4:43,75 | 4.      | 4.       |
| Jacqui McKenzie                                                              | 400 m vegyes           | 4:51,80  | 5.       | 13.      | B       | 4:52,04 | 8.      | 16.      |
| Jacqui McKenzie                                                              | 200 m vegyes           | 2:17,82  | 3.       | 11.      | B       | 2:19,41 | 7.      | 15.      |
| Elli Overton                                                                 | 200 m vegyes           | 2:15,13  | 2.       | 2.       | A       | 2:15,76 | 5.      | 5.       |
| Linley Frame                                                                 | 100 m mell             | 1:11,58  | 6.       | 15.*     | B       | 1:11,36 | 7.      | 15.      |
| Linley Frame                                                                 | 200 m mell             | 2:34,73  | 5.       | 19.      | kiesett | kiesett | kiesett | kiesett  |
| Samantha Riley                                                               | 200 m mell             | 2:32,09  | 3.       | 11.*     | B       | 2:32,63 | 4.      | 12.      |
| Samantha Riley                                                               | 100 m mell             | 1:09,38  | 2.       | 3.       | A       | 1:09,25 | 3.      |          |
| Angela Mullens Lisa Mackie Nicole Stevenson Lisa Curry-Kenny                 | 4 × 100 m gyorsváltó   | 3:49,64  | 4.       | 9.       | kiesett | kiesett | kiesett | kiesett  |
| Nicole Stevenson Samantha Riley Susie O'Neill Lisa Curry-Kenny Joanne Meehan | 4 × 100 m vegyes váltó | 4:12,54  | 2.       | 7.       | A       | 4:07,01 | 5.      | 5.       |

* - egy másik versenyzővel azonos időt ért el

## Vitorlázás
Férfi
| Versenyző     | Versenyszám     | Futam | Futam | Futam  | Futam | Futam | Futam  | Futam | Futam | Futam | Futam | Pontszám | Helyezés |
| Versenyző     | Versenyszám     | 1     | 2     | 3      | 4     | 5     | 6      | 7     | 8     | 9     | 10    | Pontszám | Helyezés |
| ------------- | --------------- | ----- | ----- | ------ | ----- | ----- | ------ | ----- | ----- | ----- | ----- | -------- | -------- |
| Lars Kleppich | Szörfvitorlázás | 11,7  | 10,0  | 13,0   | 8,0   | 13,0  | (15,0) | 14,0  | 3,0   | 13,0  | 13,0  | 98,7     |          |
| Glenn Bourke  | Finn dingi      | 22,0  | 22,0  | (36,0) | 20,0  | 25,0  | 17,0   | 23,0  |       |       |       | 129,0    | 20.      |

Női
| Versenyző                | Versenyszám     | Futam  | Futam | Futam | Futam | Futam | Futam  | Futam | Futam | Futam | Futam | Pontszám | Helyezés |
| Versenyző                | Versenyszám     | 1      | 2     | 3     | 4     | 5     | 6      | 7     | 8     | 9     | 10    | Pontszám | Helyezés |
| ------------------------ | --------------- | ------ | ----- | ----- | ----- | ----- | ------ | ----- | ----- | ----- | ----- | -------- | -------- |
| Fiona Taylor             | Szörfvitorlázás | 13,0   | 13,0  | 14,0  | 14,0  | 17,0  | (21,0) | 18,0  | 14,0  | 20,0  | 13,0  | 136,0    | 10.      |
| Christine Bridge         | Europe          | (26,0) | 16,0  | 23,0  | 20,0  | 24,0  | 25,0   | 24,0  |       |       |       | 132,0    | 20.      |
| Addy Bucek Jenny Lidgett | 470-es osztály  | (24,0) | 16,0  | 18,0  | 11,7  | 10,0  | 5,7    | 19,0  |       |       |       | 80,4     | 9.       |

Nyílt
| Versenyző                 | Versenyszám | Futam  | Futam | Futam | Futam | Futam | Futam | Futam | Pontszám | Helyezés |
| Versenyző                 | Versenyszám | 1      | 2     | 3     | 4     | 5     | 6     | 7     | Pontszám | Helyezés |
| ------------------------- | ----------- | ------ | ----- | ----- | ----- | ----- | ----- | ----- | -------- | -------- |
| Colin Beashel David Giles | Csillaghajó | (18,0) | 16,0  | 11,7  | 15,0  | 10,0  | 5,7   | 13,0  | 71,4     | 7.       |
| John Forbes Mitch Booth   | Tornádó     | (16,0) | 8,0   | 11,7  | 11,7  | 3,0   | 0,0   | 10,0  | 44,4     |          |

| Versenyző                                | Versenyszám | Előfutam | Előfutam | Előfutam | Előfutam | Előfutam | Előfutam | Előfutam | Előfutam | Csoportkör | Csoportkör | Csoportkör | Csoportkör | Csoportkör | Csoportkör | Csoportkör | Kieséses szakasz | Kieséses szakasz | Helyezés |
| Versenyző                                | Versenyszám | 1        | 2        | 3        | 4        | 5        | 6        | Pont     | Hely.    |            |            |            |            |            | Pont       | Hely.      | Elődöntő         | Döntő            | Helyezés |
| ---------------------------------------- | ----------- | -------- | -------- | -------- | -------- | -------- | -------- | -------- | -------- | ---------- | ---------- | ---------- | ---------- | ---------- | ---------- | ---------- | ---------------- | ---------------- | -------- |
| Tim Dorning William Hodder Michael Mottl | Soling      | 13,0     | 5,7      | 17,0     | (26,0)   | 26,0     | 17,0     | 78,7     | 11.      | kiesett    | kiesett    | kiesett    | kiesett    | kiesett    | kiesett    | kiesett    | kiesett          | kiesett          | 11.      |

## Vívás
Férfi
| Versenyző       | Versenyszám       | Csoportkör | Csoportkör | Selejtező                        | 32-es főtábla                     | Egyenes ág a negyeddöntőért | Egyenes ág a negyeddöntőért | Vigaszág a negyeddöntőért        | Vigaszág a negyeddöntőért          | Vigaszág a negyeddöntőért | Vigaszág a negyeddöntőért | Negyeddöntő       | Elődöntő          | Döntő             | Helyezés |
| Versenyző       | Versenyszám       | Csoportkör | Csoportkör | Selejtező                        | 32-es főtábla                     | 1. kör                      | 2. kör                      | 1. kör                           | 2. kör                             | 3. kör                    | 4. kör                    | Negyeddöntő       | Elődöntő          | Döntő             | Helyezés |
| Versenyző       | Versenyszám       | Ellenfél Eredmény | Hely.      | Ellenfél Eredmény                | Ellenfél Eredmény                 | Ellenfél Eredmény           | Ellenfél Eredmény           | Ellenfél Eredmény                | Ellenfél Eredmény                  | Ellenfél Eredmény         | Ellenfél Eredmény         | Ellenfél Eredmény | Ellenfél Eredmény | Ellenfél Eredmény | Helyezés |
| --------------- | ----------------- | --- | ---------- | -------------------------------- | --------------------------------- | --------------------------- | --------------------------- | -------------------------------- | ---------------------------------- | ------------------------- | ------------------------- | ----------------- | ----------------- | ----------------- | -------- |
| Scott Arnold    | Párbajtőr, egyéni | 6. csoport · Elmar Borrmann (GER) · 1-5 · Olivier Lenglet (FRA) · 1-5 · I Szanggi (KOR) · 0-5 · Roman Ječmínek (TCH) · 3-5 · Záhi el-Húri (LIB) · 5-2 · Trevor Strydom (RSA) · 5-4 | 5.         | kiesett                          | kiesett                           | kiesett                     | kiesett                     | kiesett                          | kiesett                            | kiesett                   | kiesett                   | kiesett           | kiesett           | kiesett           | 54.      |
| Robert Davidson | Párbajtőr, egyéni | 9. csoport · Kovács Iván (HUN) · 4-5 · Kaido Kaaberma (EST) · 5-4 · Csang Theszok (KOR) · 5-4 · Jon Normile (USA) · 5-4 · Tan Kim Huat (SIN) · 5-1 · Witold Gadomski (POL) · 1-5   | 3.         | Juan Miguel Paz (COL) · 6-5, 5-3 | Vánky Péter (SWE) · 5-3, 2-5, 3-5 |                             |                             | Adrian Pop (ROU) · 5-1, 3-5, 5-2 | Laurie Shong (CAN) · 6-5, 5-6, 3-5 | kiesett                   | kiesett                   | kiesett           | kiesett           | kiesett           | 19.      |

## Vízilabda
| Ausztrál férfi vízilabdacsapat-játékoskeret                                                              | Ausztrál férfi vízilabdacsapat-játékoskeret                                                      |
| --- | ------------------------------------------------------------------------------------------------ |
| - Simon Asher - Geoffrey Clark - John Fox - Daniel Marsden - Raymond Mayers - Greg McFadden - Guy Newman | - Mark Oberman - Paul Oberman - Troy Stockwell - Glenn Townsend - Andrew Wightman - Chris Wybrow |

### Eredmények
Csoportkör
A csoport
| Csapat                  | M | Gy | D | V | G+ | G– | Gk  | P  |
| ----------------------- | - | -- | - | - | -- | -- | --- | -- |
| Egyesített Csapat (EUN) | 5 | 5  | 0 | 0 | 50 | 32 | +18 | 10 |
| Egyesült Államok (USA)  | 5 | 4  | 0 | 1 | 40 | 24 | +16 | 8  |
| Ausztrália (AUS)        | 5 | 2  | 1 | 2 | 44 | 41 | +3  | 5  |
| Németország (GER)       | 5 | 1  | 2 | 2 | 38 | 41 | –3  | 4  |
| Franciaország (FRA)     | 5 | 1  | 1 | 3 | 38 | 42 | –4  | 3  |
| Csehszlovákia (TCH)     | 5 | 0  | 0 | 5 | 33 | 63 | –30 | 0  |

| 1992. augusztus 1. 10:45 | Ausztrália (AUS)     | 4–8 | Egyesült Államok (USA) | Játékvezetők: Eugenio Asencio (ESP), Alfred van Dorp (NED) |
| 1992. augusztus 1. 10:45 | (1–1, 1–2, 1–3, 1–2) |     |                        | Játékvezetők: Eugenio Asencio (ESP), Alfred van Dorp (NED) |
| 1992. augusztus 1. 10:45 | Clark 3              |     | Kimbell, Klass 2       | Játékvezetők: Eugenio Asencio (ESP), Alfred van Dorp (NED) |

| 1992. augusztus 2. 12:00 | Franciaország (FRA)  | 5–9 | Ausztrália (AUS) | Játékvezetők: Alfred van Dorp (NED), Manuel Benitez (PUR) |
| 1992. augusztus 2. 12:00 | (1–2, 0–2, 2–2, 2–3) |     |                  | Játékvezetők: Alfred van Dorp (NED), Manuel Benitez (PUR) |
| 1992. augusztus 2. 12:00 | Jeleff 2             |     | Mayers, Clark 2  | Játékvezetők: Alfred van Dorp (NED), Manuel Benitez (PUR) |

| 1992. augusztus 3. 19:45 | Ausztrália (AUS)     | 9–12 | Egyesített Csapat (EUN) | Játékvezetők: Eugenio Asencio (ESP), Alfred van Dorp (NED) |
| 1992. augusztus 3. 19:45 | (2–3, 3–4, 2–1, 2–4) |      |                         | Játékvezetők: Eugenio Asencio (ESP), Alfred van Dorp (NED) |
| 1992. augusztus 3. 19:45 | három játékos 2      |      | Apanaszenko 5           | Játékvezetők: Eugenio Asencio (ESP), Alfred van Dorp (NED) |

| 1992. augusztus 5. 17:30 | Németország (GER)    | 7–7 | Ausztrália (AUS) | Játékvezetők: Vuszek Antal (HUN), Manuel Benitez (PUR) |
| 1992. augusztus 5. 17:30 | (1–2, 3–2, 1–0, 2–3) |     |                  | Játékvezetők: Vuszek Antal (HUN), Manuel Benitez (PUR) |
| 1992. augusztus 5. 17:30 | J.Dresel, Reimann 2  |     | Clark, Wybrow 2  | Játékvezetők: Vuszek Antal (HUN), Manuel Benitez (PUR) |

| 1992. augusztus 6. 09:30 | Ausztrália (AUS)     | 15–9 | Csehszlovákia (TCH) | Játékvezetők: Eugenio Asencio (ESP), Lionel Kong-Chung Liew (SIN) |
| 1992. augusztus 6. 09:30 | (5–2, 2–2, 3–1, 5–4) |      |                     | Játékvezetők: Eugenio Asencio (ESP), Lionel Kong-Chung Liew (SIN) |
| 1992. augusztus 6. 09:30 | Wybrow 5             |      | Horňák 3            | Játékvezetők: Eugenio Asencio (ESP), Lionel Kong-Chung Liew (SIN) |

Az 5–8. helyért
D csoport
| Csapat             | M | Gy | D | V | G+ | G– | Gk | P |
| ------------------ | - | -- | - | - | -- | -- | -- | - |
| Ausztrália (AUS)   | 3 | 2  | 1 | 0 | 23 | 20 | +3 | 5 |
| Magyarország (HUN) | 3 | 2  | 0 | 1 | 28 | 27 | +1 | 4 |
| Németország (GER)  | 3 | 1  | 1 | 1 | 24 | 21 | +3 | 3 |
| Kuba (CUB)         | 3 | 0  | 0 | 3 | 22 | 29 | –7 | 0 |

| 1992. augusztus 8. 09:30 | Ausztrália (AUS)     | 7–5 | Kuba (CUB) | Játékvezetők: Eduard Prelovsky (TCH), Masaoka Masaru (JPN) |
| 1992. augusztus 8. 09:30 | (2–0, 3–1, 2–2, 0–2) |     |            | Játékvezetők: Eduard Prelovsky (TCH), Masaoka Masaru (JPN) |
| 1992. augusztus 8. 09:30 | Marsden 3            |     | Pérez 2    | Játékvezetők: Eduard Prelovsky (TCH), Masaoka Masaru (JPN) |

| 1992. augusztus 9. 14:00 | Ausztrália (AUS)     | 9–8 | Magyarország (HUN) | Játékvezetők: Manuel Benitez (PUR), Miroslav Radenovic (YUG) |
| 1992. augusztus 9. 14:00 | (2–2, 3–4, 3–2, 1–0) |     |                    | Játékvezetők: Manuel Benitez (PUR), Miroslav Radenovic (YUG) |
| 1992. augusztus 9. 14:00 | Clark 4              |     | Benedek 4          | Játékvezetők: Manuel Benitez (PUR), Miroslav Radenovic (YUG) |

| Csapat           | Helyezés |
| ---------------- | -------- |
| Ausztrália (AUS) | 5.       |